# Baourjan Abdichev
 (septembre 2018).
Si vous disposez d'ouvrages ou d'articles de référence ou si vous connaissez des sites web de qualité traitant du thème abordé ici, merci de compléter l'article en donnant les références utiles à sa vérifiabilité et en les liant à la section « Notes et références ».
 (septembre 2018).
Baourjan Abdichev (en kazakh : Бауыржан Түйтейұлы Әбдішев, Baouyrjan Tüïteïouly Äbdichev ; en russe : Бауржан Туйтеевич Абдишев, Baourjan Touïteïevitch Abdichev), né le 3 juin 1968 à Atassou (ru) (RSS kazakhe), est un homme politique kazakh.

## Carrière
De juillet à octobre 2003, il est vice-président de l’Agence de contrôle des douanes de la République du Kazakhstan. Après octobre 2003, il occupe le poste de vice-président du Comité de contrôle douanier du ministère des Finances. De janvier 2010 à septembre 2012, il dirige l'akimat (en) (gouvernement provincial) de la région de Karaganda. Le 22 septembre 2012, il est nommé vice-ministre de l'environnement de la République du Kazakhstan, fonction qu'il exerce jusqu'au 29 janvier 2013, où il devient akim (maire) de la région de Karaganda. Le 20 juin 2014, il est démis de ses fonctions.